# 仙茅甜蛋白
仙茅甜蛋白（Curculin）是一种能引起甜味的蛋白质，化学式为：C1137H1759O374N322S9，该蛋白在1990年首次被发现并分离出来。该蛋白存在于仙茅科植物宽叶仙茅（Curculigo latifolia）的果实中，该植物原产地是马来西亚，有时候也简称仙茅。和神秘果蛋白一样，仙茅甜蛋白也能引起味觉改变。然而不一样的是，它本身是甜的。在舌头接触该蛋白之后，水以及酸性溶液都能够引起甜味。近年来在西方，人们越来越多的用Curculigo来指代这种植物。

## 蛋白质结构
仙茅甜蛋白以异质二聚体的形式存在，它由两个单元通过两个二硫键连接在一起。每一个完整的甜蛋白1单体由114个氨基酸组成，重12.5kDa。每一个完整的甜蛋白2单体由113个氨基酸组成，重12.7kDa。仙茅甜蛋白-1单体化学式为：C549H849O166N167S4，仙茅甜蛋白-2单体分子式为：C578H894O200N154S5，

| 信号肽（SIGNAL）（22）                                 | MAAKFLLTIL VTFAAVASLG MA                               |
| 1-50                                                   | DNVLLSGQTL HADHSLQAGA YTLTIQNKCN LVKYQNGRQI WASNTDRRGS |
| 51-100                                                 | GCRLTLLSDG NLVIYDHNNN DVWGSACWGD NGKYALVLQK DGRFVIYGPV |
| 101-114                                                | LWSLGPNGCR RVNG                                        |
| Swiss-Prot生物蛋白序列数据库上的仙茅甜蛋白的氨基酸序列 |                                                        |
| 信号肽（SIGNAL）（22）                                 | MAAKFLLTIL VTFAAVASLG MA                               |
| 1-50                                                   | DSVLLSGQTL YAGHSLTSGS YTLTIQNNCN LVKYQHGRQI WASDTDGQGS |
| 51-100                                                 | QCRLTLRSDG NLIIYDDNNM VVWGSDCWGN NGTYALVLQQ DGLFVIYGPV |
| 101-113                                                | LWPLGLNGCR SLN                                         |
| Swiss-Prot生物蛋白序列数据库上的仙茅甜蛋白的氨基酸序列 |                                                        |

虽然两个同样的链可以组成同质二聚体，但只有两根不同链组成的异质二聚体有甜味和味觉改变的能力。在一些文献里，异质二聚体称作“新仙茅甜蛋白”（neoculin），以便和更早研究制备的仙茅甜蛋白1同质二聚体区分。

## 甜味特性
仙茅甜蛋白被认为是一个强力增甜剂，报告称在同等重量下，它比蔗糖要甜430至2070倍。
在水溶液及酸性溶液（柠檬酸）下面，仙茅甜蛋白的甜度分别等同于6.8%和12%的蔗糖溶液，并能保持这种甜味分别长达5分钟和10分钟。
这种味觉改变以至尝出甜味的特性，在其它类型的酸性溶液中也能被观察到，例如抗坏血酸（维生素C）以及醋酸。 
在pH值中性的溶液中，如果存在二价离子如钙（Ca2+）或者镁（Mg2+），则会消减其味觉改变的功能，而如果溶液呈酸性，则不受此影响。与此不同的是，无论是中性还是酸性的溶液中，一价离子如钠（Na+）和氯（Cl−）都不会产生影响。
目前，人们仍然不清楚该蛋白修改味觉的具体机制。不过研究人员猜测该蛋白由两个点位，其中一个可以牢牢的粘附在味觉感受器的细胞膜上，而另一个则会与甜味感受器结合。而钙离子（Ca2+）、镁离子（Mg2+）、水以及酸会分别调节仙茅甜蛋白上这一个活性点位与感受器之间的结合程度，因此获得修改味觉而尝出甜味的能力。

## 作为增甜剂
与大多数蛋白质一样，仙茅甜蛋白对热敏感。在50 °C，该蛋白质就已经开始降解并失去其甜味和味觉修改的特性了，因此在热菜或者处理过的食品中用作添加剂不是一个好的选择。然而如果不高于这一温度，则它仍然可以在中性至酸性的溶液中发挥作用，因此可以在例如凉菜中使用，也可以作为餐桌上使用的增甜剂。

### 生产
由于仙茅甜蛋白在自然界中并不常见，因此目前人们正努力通过基因重组等技术制造该蛋白。1997年，该蛋白已经可以在大肠杆菌及酵母中表达并生产，然而这种通过基因重组所得到的蛋白却没有甜味，也没有味觉修改的能力。不過到了2004年，一項研究则从经过基因重组的大肠杆菌中，获得了具备这两种能力的仙茅甜蛋白：作者发现，仙茅中实际上有两个仙茅甜蛋白基因，只有这两个基因生成的蛋白质组成异质二聚体才能产生出甜味。

### 法律
除了能够以合理成本进行商业化生产这一挑战之外，还有许多监管及法律上的问题需要等待解决，在此之前并不能以增甜剂的名义进行生产销售。
目前在美国以及欧盟并没有法律文件规定其地位，而在日本则在厚生勞動省发布的《已知食品添加剂列表》（日本贸易振兴会出版）中列为无害的食品添加剂。

## 引用
1. 1 2 3 4 5  Yamashita H, Theerasilp S, Aiuchi T, Nakaya K, Nakamura Y, Kurihara Y. . J. Biol. Chem. September 1990, 265 (26): 15770–5. PMID 2394746.
2. ↑  . web.expasy.org.   [2025-06-06].
3. ↑  . web.expasy.org.   [2025-06-06].
4. ↑  UniProtKB/Swiss-Prot database entry P19667
5. ↑  UniProtKB/Swiss-Prot database entry Q6F495
6. 1 2  Suzuki, M; Kurimoto, E; Nirasawa, S; Masuda, Y; Hori, K; Kurihara, Y; Shimba, N; Kawai, M; Suzuki, E; Kato, K. . FEBS letters. August 2004, 573 (1-3): 135–8. PMID 15327988. doi:10.1016/j.febslet.2004.07.073.
7. ↑  Kurihara Y. . Crit Rev Food Sci Nutr. 1992, 32 (3): 231–52. PMID 1418601.
8. 1 2 3 4  Yamashita H, Akabane T, Kurihara Y. . Chem. Senses. April 1995, 20 (2): 239–43  [2009-11-04]. PMID 7583017. doi:10.1093/chemse/20.2.239. （原始内容存档于2012-07-30）.
9. ↑  .   [2009-11-04]. （原始内容存档于2019-09-13）.
10. ↑  Kurihara, Y. and Nirasawa, S. Structures and activities of sweetness-inducing substances (miraculin, curculin, strogin) and the heat-stable sweet protein, mabinlin. Foods and Food Ingredients Journal of Japan 1997, 67-74.